# Heliconius juncta
Heliconius juncta är en fjärilsart som beskrevs av Heinrich Neustetter 1925. Heliconius juncta ingår i släktet Heliconius och familjen praktfjärilar. Inga underarter finns listade i Catalogue of Life.